# Byge
En byge er nedbør som kommer fra cumulonimbus-skyer (bygeskyer). Det kan også komme lette byger fra større cumulus-skyer. Bygeskyene kan give regnbyger, snebyger og haglbyger. Alle disse varer kun kort tid.
Når det er byger er det også ofte vindkast eller vindvariationer. Bygeskyer kan i visse tilfælde også føre til tordenvejr.